# Velotaxi

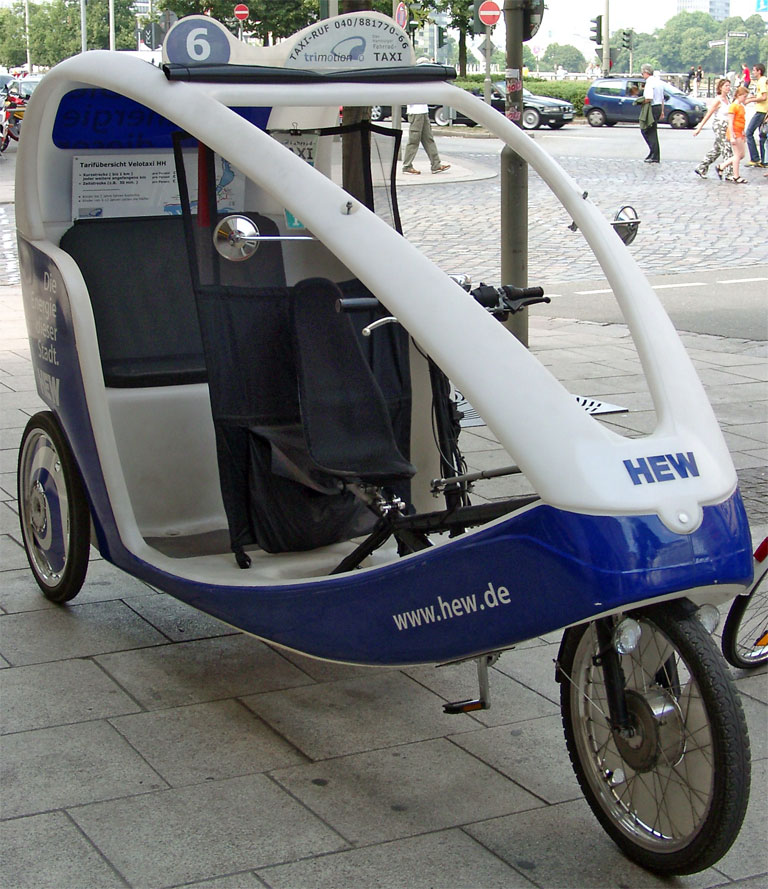
CityCruiser I in Hamburg

Velotaxi (eigene Marketingschreibweise VELOTAXI) ist eine Marke der BAYK AG, mit der ein Betriebsmodell, bestehend aus Werbevermarktung und Fahrradtaxen, lizenziert wird. Unter dem Namen Velotaxi werden in Deutschland Werbeflächen auf Fahrradtaxis des Herstellers BAYK.AG vermarktet.

## Geschichte
Velotaxi wurde 1997 in Berlin gegründet von Ludger Matuszewski, um ein neues umweltgerechtes Nahverkehrssystem – finanziert durch das dahinter stehende Werbekonzept – umzusetzen.
Gestartet wurde mit 30 Fahrradtaxen, modernen Rikschas, die für den europäischen Markt entwickelt wurden. Heute sind weltweit ca. 2500 Fahrzeuge im Einsatz.
Das Velotaxi „CityCruiser I“ wurde 1999/2000 von dem Berliner Büro gewerkdesign gestaltet. Ab dem Jahr 2002 wurde der CityCruiser I von der Veloform GmbH produziert und vermarktet. Von 2004 bis 2007 entwickelte die Veloform GmbH in Zusammenarbeit mit gewerkdesign die Technik und Gestaltung weiter. Die Nachfolgemodelle waren der „CityCruiser II“ – eine Fahrradrikscha für den Personentransport und der „DeliveryCruiser“ – eine kürzere, kompaktere Liefer- oder Shopversion.
2009 kaufte die Veloform GmbH die Velotaxi GmbH und damit auch die Namensrechte an der Wortmarke. 2011 wurde die Vermarktung der Fahrzeuge und die Marke Velotaxi getrennt. Die Marke wurde in Deutschland von der Berliner eco next GmbH bzw. von deren lokalen Kooperationspartnern übernommen.
2017 übernahm die BAYK AG im Zuge eines Asset Deals die Produktion und den Vertrieb („Cruiser – Das Velotaxi“) sowie die Namensrechte an der Wortmarke. Die Chassis werden von der Firma Adestra in Pilsen gefertigt. Die Endmontage der Fahrzeuge erfolgt in der Manufaktur von BAYK AG in Pielenhofen.
Die Markenvertretung VELOTAXI durch die eco next GmbH wurde 2020 offiziell beendet. Die Marke Velotaxi wird nun durch den Markeninhaber, die BAYK AG, gemeinsam mit Markenpartnern an den einzelnen Standorten vermarktet.
Das Konzept wurde bis heute in 52 Ländern und über 120 Städten weltweit umgesetzt, oft auch unter anderem Namen.